# Filippos evangelisten

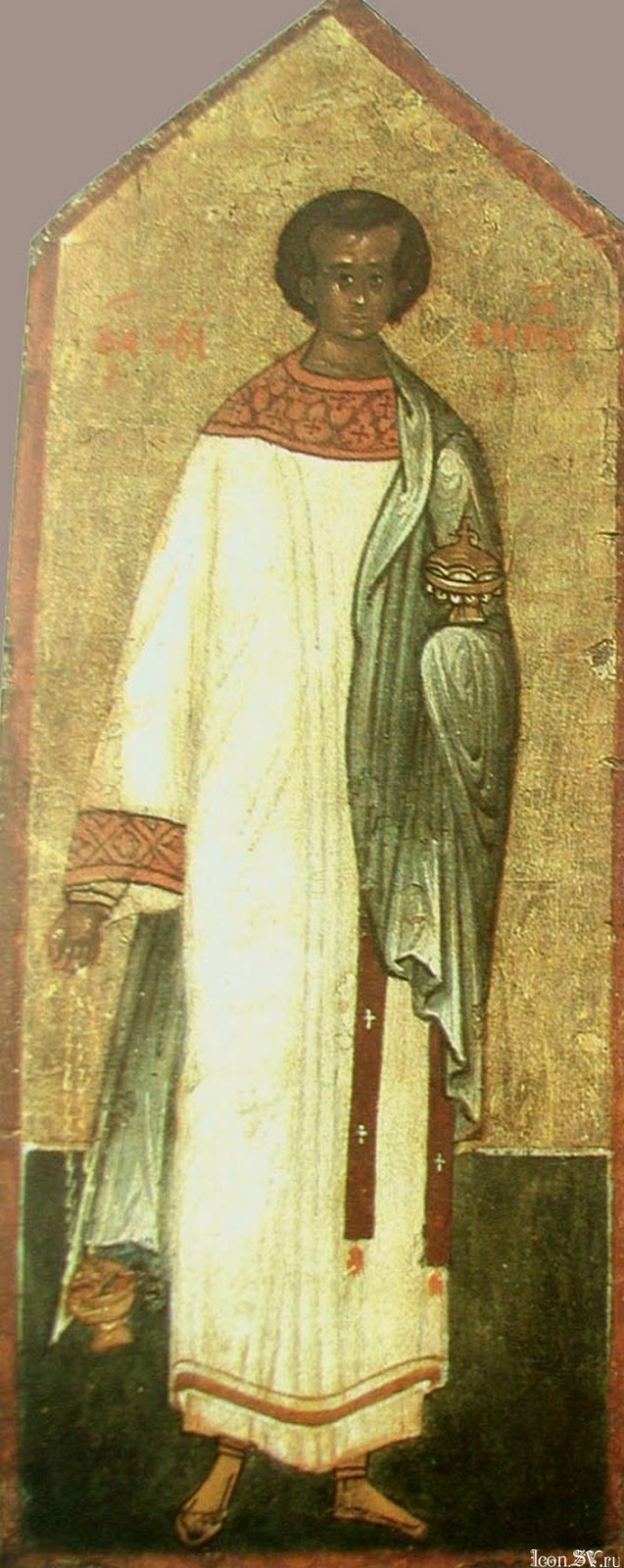
Filippos evangelisten.

Filippos (även Filippus) var, enligt Apostlagärningarna, en evangelist som predikade Guds ord i Samarien och senare för en etiopisk hovman. Filippos gärningar beskrivs i Apostlagärningarnas åttonde kapitel. Filippos hade tidigare utsetts som en av de sju som skulle övervaka utdelandet av mat. När sedan en häftig förföljelse utbröt i samband med att Stefanos stenades flydde Filippos till Samarien och började predika evangelium där så att det blev väckelse. Apostlarna fick höra talas om detta och sände då Petrus och Johannes som bad för folket och lade händerna på dem så att de fick den Helige Ande.
Filippos fick därefter order av en ängel att gå till vägen som går från Jerusalem till Gaza. På den vägen mötte han en etiopisk hovman som han förde till tro på Jesus. När de kom till ett vatten, frågade hovmannen retoriskt vad det var som hindrade att han blev döpt. Filippos döpte då hovmannen, men när de hade stigit upp ur vattnet ryckte Herrens Ande bort Filippos och hovmannen såg honom aldrig mer. Filippos blev efteråt sedd i Asdod och vandrade sedan omkring och förkunnade evangelium i alla städer till dess han kom till Caesarea.
Cirka tjugo år senare omtalas att Paulus besöker Filippos i Caesarea och att han då har fyra ogifta döttrar som kunde profetera.